# Havinahal Veerapura, Bellary
Havinahal Veerapura là một làng thuộc tehsil Bellary, huyện Bellary, bang Karnataka, Ấn Độ.